# Pichia membranifaciens
Pichia membranifaciens (E.C. Hansen) E.C. Hansen – gatunek grzybów z klasy Saccharomycetes. Jeden z najczęściej występujących gatunków drożdży w produktach spożywczych.

## Systematyka i nazewnictwo
Pozycja w klasyfikacji według Index Fungorum: Pichia, Saccharomycetaceae, Saccharomycetales, Saccharomycetidae, Saccharomycetes, Saccharomycotina, Ascomycota, Fungi.
Po raz pierwszy opisał go w 1888 r. Emil Christian Hansen, nadając mu nazwę Saccharomyces membranifaciens. Ten sam autor w 1904 r. przeniósł go do rodzaju Pichia i ta klasyfikacja jest aktualna. Ma ponad 50 synonimów, niektóre z nich:
- Candida valida (Leberle) Uden & H.R. Buckley ex S.A. Mey. & Ahearn 1983
- Hansenula belgica (Lindner) Wick. 1951
- Pichia labacensis Gunde-Cim. & Kock.-Krat. 1984
- Zygowillia chodatii Mrak, Phaff & Vaughn ex Kudryavtsev 1960[3].

## Rozwój i rozmnażanie
W kolonii na agarze z 5% ekstraktem słodowym po 3 dniach w temperaturze 25 °C komórki są jajowate lub wydłużone, o wymiarach 1,8–4,5 × 2,5–17 µm i występują pojedynczo, parami, w łańcuchach lub w skupiskach. Kolonia jest żółtawo-brązowa, matowa, gładka lub pomarszczona.
Na płytkach Dalmau na agarze po 7 dniach w temperaturze 25 °C pod szkłem nakrywkowym zazwyczaj tworzą się umiarkowanie rozgałęzione pseudostrzępki, chociaż niektóre szczepy mogą nie tworzyć żadnych. Prawdziwe strzępki nie powstają, nie jest więc grzybem dymorficznym. Kolonie rosnące w środowisku tlenowym sąt brązowobiałe, matowe, gładkie lub pomarszczone, z nieregularnym, klapowanym brzegiem. Może występować słaby kwaśny zapach.
Worki mogą być nieskoniugowane lub wykazywać koniugację pomiędzy niezależnymi komórkami lub pomiędzy komórką rodzicielską a pąkiem. Z jednego worka zwykle tworzy się od jednego do czterech askospor, ale odnotowano przypadek, zę powstało ich aż siedem. Askospory mogą być kuliste lub półkuliste, z występem lub bez. Askospory z występami mogą mieć kształt kapelusza lub planety Saturn. W skaningowym mikroskopie elektronowym, czasami obserwowano szczepy wytwarzające zarodniki o całej gamie kształtów. Zarodniki są na ogół uwalniane z worka. Izolaty pojedynczych zarodników z worków czterozarodnikowych wykazują, że niektóre kultury są homotaliczne, ale inne są heterotaliczne. U niektórych szczepów zaobserwowano wzmożoną sporulację po ich koniugacji z jednym lub drugim typem kojarzenia. Askospory obserwowano na agarach YM, 5% ekstraktu słodowego i V8 po 2–15 dniach w temperaturze 25 °C.

## Występowanie
Pichia membranifaciens jest szeroko rozpowszechniona w przyrodzie i często występuje w zepsutych owocach i innych materiałach roślinnych, a także w zanieczyszczonych napojach fermentowanych. Znajduje się na czwartym miejscu na liście najczęściej występujących drożdży w produktach spożywczych. Występuje w winach, piwach i sokach. Znajduje się w fermentujących piwach i winach, pojawia się po dziewięciu miesiącach w kiszonych oliwkach, stanowiąc 25% populacji drożdży.